# أنجوان
هنزوان أو حنزوان بالقمرية[بحاجة لمصدر] أو «أنجوان» بالفرنسية، جزيرة صغيرة ضمن ثلاث جزر تابعة لجمهورية جزر القمر في المحيط الهندي تتمتع بحكم ذاتي إذ لها حاكم يخصها ومجلس نيابي خاص.

## التاريخ
وهي آخر جزيرة من جزر القمر، التي فرضت عليها الحماية الفرنسية في عام 1887،
وقد تمكنت فرنسا من تحقيق غرضها بسهولة في هذه الجزيرة بسبب انتشار الحروب الأهلية،
ذلك بسبب نشوب صراع بين علوي حاكم إنجوان، وعمه السالم، ولم يتمكن علوي من التصدي لعمه
فهرب إلى جزيرة القمر الكبرى، ومنها إلى موزمبيق، ثم استقر به المقام في موريشيوس،
ورغم انفراد سالم بالحكم في إنجوان، إلا أن الأمور لم تستقم له، بسبب الفوضى والحروب الأهلية، فقام
وفد من سكان الجزيرة بمقابلة القائد المصري رضوان باشا وطلبوا منه دخول الجزيرة تحت الحماية المصرية.
وفي الواقعة كانت الحكومة المصرية خلال هذه الفترة مشغولة بتدعيم سيطرتها على ساحل شرق أفريقيا،
أكثر من اهتمامها بهذه الجزر الصغيرة. وتوفي سالم ليخلفه ابنه عبد الله الذي تقرب من البريطانيين ووقع
معهم معاهدة تنص على إلغاء تجارة الرقيق في إنجوان، ولكن ترتب على توقيع هذه المعاهدة ثورة
التجار ضد عبد الله، لأن هذه التجارة مثلت مصدر رزق لهم، فاندلعت الحرب الأهلية واضطر عبد الله للإبقاء على
عرشه إلى طلب الحماية الفرنسية.
تم توقيع معاهدة الحماية الفرنسية على إنجوان 15 اكتوبر 1887 تعهد فيها حكام الجزيرة بقبول
ممثل فرنسي في أراضيهم، وأعطوا لفرنسا حق إنشاء المدارس، كما أعطت المعاهدة للممثل الفرنسي حق
التجارة في المنطقة.
وافق عبد الله بن سالم على قبول الحماية الفرنسية، ولكنه رفض بأن تكون الإدارة الداخلية في الجزيرة
في يد فرنسا، واعتبر ذلك مساسا بحقوقه، اندلعت الثورة في إنجوان وقام المسلمون بمهاجمة مقر
المعتمد الفرنسي وأهانوا العلم الفرنسي، ثم توفي عبد الله ليخلفه أخاه عثمان، فاندلعت الثورة في إنجوان
والحروب الأهلية من جديد لأن العرب بايعوا سالم بن عبد الله، بينما بايع الزنوج بايعوا عمه عثمان،
واضطر سالم إلى الفرار فتعقبه عثمان وقبض عليه. وخلال فترة الحروب الأهلية بين عثمان وابن أخيه
سالم أفادت فرنسا من الموقف فأنزلت جنودها إلى الجزيرة وقامت بنفي كل من عثمان وسالم، ونصب
الفرنسيون السيد عمر أميراً على إنجوان، فعين حاكما عليها وأعلن في 21 أبريل 1892 قبوله
للحماية الفرنسية. مؤكدا حق فرنسا في المنطقة فدفع لهم بذلك ثمن تنصيبه سلطانا على بلاده.
صدر قراراً في عام 1912 أصبحت بموجبه هذه الجزر مستعمرة فرنسية ثم ألحقت هذه الجزر بـمدغشقر،
وبقيت تتبعها لمدة عامين حتى عام 1914، ثم عادت مستعمرة منفصلة واستمر ذلك الوضع حتى ما بعد الحرب العالمية الثانية .

## السياسة
تتمتع الجزيرة بحكم داتي في إطار دولة جزر القمر وتتوفر على مجلس به 25 نائبا تم انتخابه ما بين 14 و 21 /2004. فاز مناصروا محمد بكار بـ 20 مقعدا مقابل 5 لمناصري غزالي عثماني.
وقد شهدت محاولات الانشقاق عن الوطن الأم سنة 1997 باءت بالفشل وأخيراً حين أعلن رئيسها الاستقلال عن موروني لكن تدخل قوات الاتحاد الأفريقي أعاد الأمور إلى نصابها.
ويذكر أن إنجوان كانت قد انفصلت في 1997 ثم عادت إلى الاتحاد أواخر 2001، ويعاني اتحاد جزر القمر منذ سنوات من نزاعات بين العاصمة موروني والجزر الثلاث وهي القمر الكبرى وإنجوان وموهيلي حيث تتمتع كل واحدة منها بمؤسساتها الخاصة.
تم اختيار الكولونيل محمد بكار لرئاسة الجزيرة في 2002. وفي 2007 عند اختياره لولاية ثانية احتجت الحكومة القمرية على ذلك ووصفته بغير القانوني.
بعد التدخل العسكري للاتحاد الأفريقي تم إعادة الانتخابات في 2008 وفاز موسى طيبو القريب لرئيس القمر ب 52% من الأصوات.

## الاقتصاد

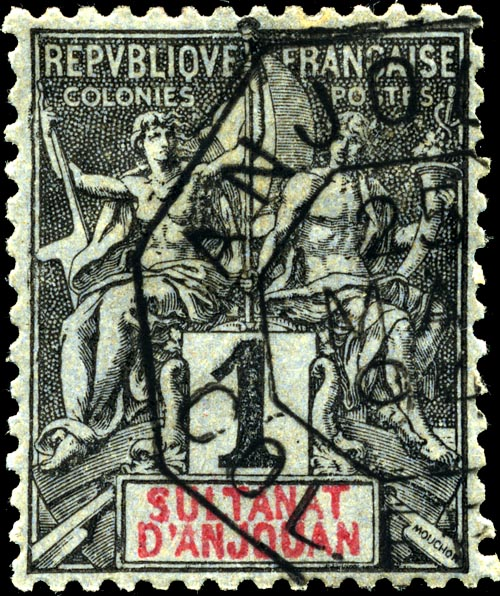
طابع للتجارة والعبور في 1894

جزيرة إنجوان هي أهم منطقة للإنتاج الزراعي في الاتحاد. المنتجات التي تزرع فيها هي الفانيليا والقرنفل واليلانغ يلانغ. ويتم إنتاج وتصدير فواكه إلى مايوت انطلاقا من الجزيرة و
يتم إنتاج أرز محلي لكن لا يكفي الجزيرة
و يقع ميناء موتصمدو ومدرسة الصيدات في الجزيرة. السياحة قليلة في الجزيرة لعدم توفرها على شواطئ الرمل الأبيض.